# رهاب النحل

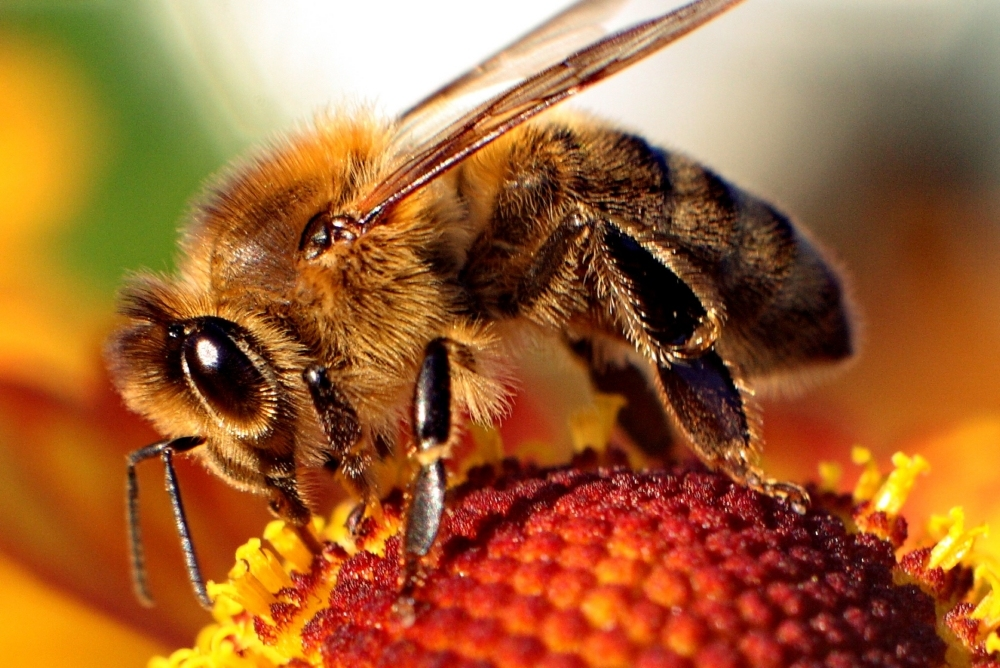
نحلة أثناء جمع رحيق الزهرة.

رهاب النحل (أو لسعات النحل)، والمعروف تقنيًا باسم melissophobia , هو أحد المخاوف الشائعة بين الناس وهو نوع من الرهاب المحدد.
تعرض معظم الناس للدغات النحل أو حتى أصدقاهم أو أفراد عائلتهم. قد يقع الطفل ضحية للدغ عن طريق دوس النحلة أثناء اللعب في الخارج. يمكن أن تكون اللدغة مؤلمة جدا وقد تصيب بعض الأفراد بتورم قد يستمر لعدة أيام ويمكن أن يثير أيضًا ردود فعل تحسسية مثل الحساسية المفرطة، لذا فإن تطور الخوف من النحل أمر طبيعي تماماً.
يرتبط الخوف العادي وليس الرهاب من النحل لدى البالغين بشكل عام بنقص المعرفة. لا يدرك عامة الناس أن النحل يهاجم دفاعاً عن خليته، أو عندما يتم سحقها بالخطأ، ولا يمثل النحل العرضي في الحقل أي خطر. علاوة على ذلك، تُعزى غالبية لسعات الحشرات في الولايات المتحدة إلى الدبابير الصفراء، والتي غالباً ما يظن خطأ أنها نحلة.
يمكن أن يكون للخوف غير المعقول من النحل آثار ضارة على البيئة. النحل هو ملقح هام، عندما يخشى الناس تدمير النحل البري، فإنه سيتسبب في أضرار بيئية وقد يكون أيضًا سبب اختفاء النحل.
في الولايات المتحدة، يعد تأجير مستعمرات النحل لتلقيح المحاصيل هو المصدر الرئيسي للدخل لمربي النحل  ، ولكن مع استمرار خوف الناس من النحل في الانتشار، من الصعب العثور على مستعمرة النحل بسبب المعارضة المتزايدة للسكان المحليين.

## نحل العسل الأفريقي
أثار الخوف من النحل انتشار الشائعات حول «النحل القاتل». على وجه الخصوص، يخشى الجمهور الأمريكي على نطاق واسع النحل الإفريقي، وهو رد فعل تضخيمه الأفلام وبعض التقارير الإعلامية. تقتل لسعات النحل الإفريقي شخصاً أو شخصين سنوياً في الولايات المتحدة،  بمعدل يجعله أقل خطورة من الثعابين السامة، خاصة وأن النحل على عكس الثعابين السامة، لا يتم العثور عليه إلا في جزء صغير من البلاد.

يذكر مشروع النحل الأفريقي في فلوريدا أنه يخشى المسؤولون من أن الخوف العام قد يؤدي إلى تضليل جهودهم بسبب وجود النحل في فلوريدا ذات الكثافة السكانية العالية. 
 ستزيد التقارير الإخبارية حول هجمات الوخز الجماعي من القلق، وفي بعض الحالات، الذعر والقلق، وستجعل المواطنين يطلبون من المؤسسات والمنظمات المسؤولة اتخاذ إجراءات لضمان سلامتهم. نتوقع زيادة الضغط من الجمهور لحظر تربية النحل في المناطق الحضرية والضواحي. سيكون لهذا الإجراء نتائج عكسية. مربيي النحل الذين يحافظون على مستعمرات النحل الأوروبي المحلي هي أفضل دفاع لدينا ضد منطقة تصبح مشبعة بـ AHB . تملأ هذه النحل المُدار مكانة بيئية ستشغلها قريبًا مستعمرات أقل جاذبية إذا كانت شاغرة. "  

## العلاج
أثبت علاج بالتعرض أنه فعال للأشخاص الذين لديهم خوف من النحل. من الجيد أن يضع الناس أنفسهم في بيئة مفتوحة مريحة مثل الحديقة وبالتدريج على مدى فترة طويلة من الوقت يبدأو بالتقرب من النحل. يجب ألا تكون هذه العملية متسرعة للغاية، لأن مشاهدة النحل قد تستغرق عدة أشهر قبل أن يشعر الناس بوجودها.
الطريقة الموصى بها للتغلب على خوف الطفل من النحل هي التدريب لمواجهة المخاوف وهو نهج شائع لعلاج الرهاب المحدد؛  تختلف البرامج.